# Sempre de Mim
Sempre de Mim é o quinto álbum de originais do fadista português Camané. É considerado por muitos críticos e fãs como o melhor álbum do cantor, acabando por valer ao fadista o seu primeiro disco de platina, com vendas superiores a 20000 exemplares.
| Críticas profissionais                                                      | Críticas profissionais |
| Avaliações da crítica                                                       | Avaliações da crítica  |
| Fonte                                                                       | Avaliação              |
| --------------------------------------------------------------------------- | ---------------------- |
| Disco Digital                                                               | (sem nota)             |
| A Trompa                                                                    | (sem nota)             |
| BodySpace.net                                                               | (sem nota)             |
| Esta tabela precisa de ser acompanhada por texto em prosa. Consulte o guia. |                        |

## Descrição do álbum
Depois de sete anos sem editar um álbum de estúdio em nome próprio, Camané regressou com mais um registo inconfundivelmente seu: tradição versus novas linguagens. Com uma subtileza vocal que amadurece com o tempo, o fadista muniu-se dos já habituais poemas de Fernando Pessoa ou Pedro Homem de Mello e juntou inéditos de Alain Oulman, um tema composto por Sérgio Godinho e uma letra de Jacinto Lucas Pires aplicada a um fado tradicional. 
O álbum foi gravado nos estúdios Valentim de Carvalho durante o mês de Fevereiro do ano 2008, e foi misturado no Estúdio Pé-de-meia entre Fevereiro e Março do mesmo ano. José Mário Branco foi, à semelhança dos álbuns anteriores de Camané, o responsável pela produção, direcção e arranjos musicais.

## Faixas
1. Mar impossível
2. Tudo isso
3. Lembra-te sempre de mim
4. Bicho de conta
5. Antes do grito
6. Este silêncio
7. Sonhar durante o fado
8. Sei de um rio
9. Dança de volta
10. Ciúmes da saudade
11. Eram morenas tuas mãos
12. Te juro
13. Brado
14. A noite e o dia
15. Ser aquele
16. As palavras

## Créditos
A música Sonhar Durante o Fado é um inédito que o músico Sérgio Godinho ofereceu ao cantor. As letras são da autoria de Pedro Homem de Mello, Luís de Macedo e David Mourão-Ferreira; Fernando Pessoa, Manuela de Freitas e Jacinto Lucas Pires.